# Bujoreni (Vâlcea)
Bujoreni es una comuna ubicada en el distrito Vâlcea, Rumania.

## Superficie
Posee una superficie de 33,12 kilómetros cuadrados.

## Demografía
Hasta 2021 la población era de 5305 habitantes, con una densidad de población de 160,2 habitantes por kilómetro cuadrado.